# Prunus barbata
Prunus barbata — вид квіткових рослин з родини трояндових (Rosaceae). Ареал охоплює такі країни: Гватемала, Мексика (Чьяпас).

## Середовище
Воно росте на висоті від 900 до 3300 метрів. Розташоване в гірському дощовому лісі та сосново-дубовому лісі. Якість середовища існування продовжує погіршуватися через надмірну експлуатацію лісів, розведення великої рогатої худоби та екстенсивне вирощування плідників, зростання населення та відкриття автомагістралей.

## Морфологічна характеристика
Це дерево заввишки до 20 метрів.